# Reazione a catena
In fisica e in chimica con il termine reazione a catena o effetto valanga, si indicano quei fenomeni in cui una reazione o un evento genera tra i suoi prodotti alcuni prodotti uguali a quelli che hanno dato origine alla reazione e sono in grado di iniziarne una nuova. Nel caso delle reazioni chimiche ciò comporta che durante la reazione gli intermedi di reazione vengano ricreati dalla reazione stessa.
Perché si abbia una reazione a catena è necessario che il numero delle nuove reazioni create dai prodotti di ogni singola reazione sia maggiore di uno. Esempi di reazione a catena sono la moltiplicazione dei fotoni all'interno dei fotomoltiplicatori per rivelatori a scintillazione, la moltiplicazione di coppie elettrone-lacuna in alcuni tipi di fotodiodo detti "a valanga" (Avalanche PhotoDiode, APD) e le reazioni nucleari a catena, sia controllate (reattore nucleare), sia incontrollate (arma nucleare).